# Margherita Flor
Margherita Flor, född 5 oktober 1900, död 16 mars 1991, var en dansk operasångerska.
Margherita Flor debuterade i Milano 1923 som Nedda i Pajazzo. Åren 1923–1927 var hon knuten till olika italienska operascener samt deltog 1927–1929 i en italiensk operaturné till Indien, Java, Australien och Nya Zeeland. I mellansäsongerna gästspelade hon i Berlin (1924) och Buenos Aires (1929). 1930 blev Flor engagerad vid Det Kongelige Teater i Köpenhamn. Hon framträdde på Stockholmsoperan 1930, 1932, 1943 och 1944 samt medverkade på operafestspelen i Pilsen 1938, 1939 och 1946. Med sin repertoar införlivade Flor åtskilliga av operalitteraturens främsta sopranpartier som Aida, Violetta i La Traviata, grevinnan i Figaros bröllop, Pamina i Trollflöjten, Elsa i Lohengrin, Margareta i Faust, Tosca, Manon Lescut, Madame Butterfly, Mimi i Bohème och Liu i Turandot.